# Caridina ghanensis
Caridina ghanensis е вид десетоного от семейство Atyidae.

## Разпространение
Видът е разпространен в Гана и Того.